# Cantón de Ax-les-Thermes
El cantón de Ax-les-Thermes era una división administrativa francesa, que estaba situada en el departamento de Ariège y la región de Mediodía-Pirineos.

## Composición
El cantón estaba formado por catorce comunas:
- Ascou
- Ax-les-Thermes
- L'Hospitalet-près-l'Andorre
- Ignaux
- Mérens-les-Vals
- Montaillou
- Orgeix
- Orlu
- Perles-et-Castelet
- Prades
- Savignac-les-Ormeaux
- Sorgeat
- Tignac
- Vaychis

## Supresión del cantón de Ax-les-Thermes
En aplicación del Decreto nº 2014-174 de 18 de febrero de 2014, el cantón de Ax-les-Thermes fue suprimido el 22 de marzo de 2015 y sus 14 comunas pasaron a formar parte del nuevo cantón del Alto Ariège.